# 日罗勒 (约讷省)
日罗勒（法語：Girolles，法語發音：[ʒiʁɔl]）是法国勃艮第-弗朗什-孔泰大区约讷省的一个市镇，属于阿瓦隆区。

## 地理
日罗勒（47°31'56"N, 3°50'33"E）面积16.35 平方千米，位于法国勃艮第-弗朗什-孔泰大區约讷省，该省份为法国中北部内陆省份，西接卢瓦雷省，西北接塞纳-马恩省，南至涅夫勒省，东临科多尔省，东北与奥布省接壤。
与日罗勒接壤的市镇（或旧市镇、城区）包括：普雷西勒塞克、阿奈拉科特、阿内奥、日夫里、塞尔米泽勒、塔罗、沃德吕尼、屈尔河畔武特奈。

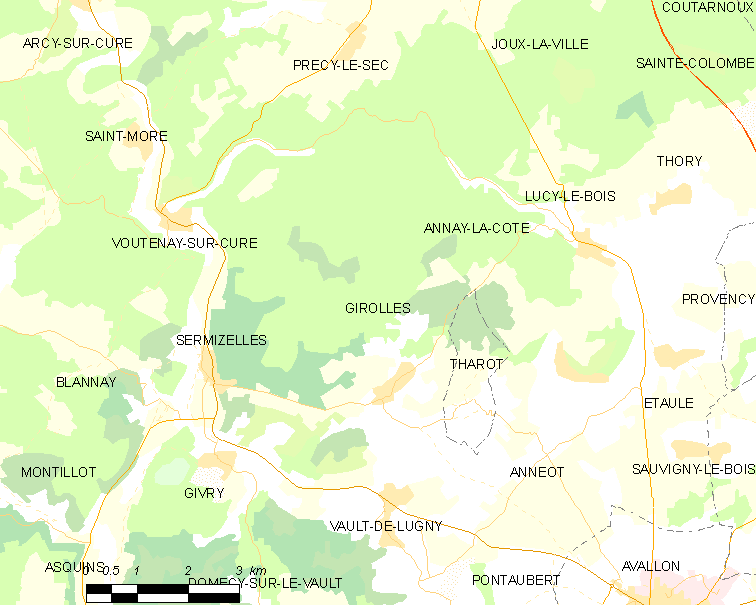
的OSM定位图

日罗勒的时区为UTC+01:00、UTC+02:00（夏令时）。

## 行政
日罗勒的邮政编码为89200，INSEE市镇编码为89188。

## 政治
日罗勒所属的省级选区为阿瓦隆县。

## 人口

1962-2008年间人口变化图示

日罗勒于2022年1月1日时的人口数量为189人。